# Stirling Castle
Stirling Castle ist ein Schloss in Schottland. Es liegt über der Altstadt von Stirling auf dem Schlossberg („Castle Hill“), einem steil aufragenden Hügel vulkanischen Ursprungs. Stirling Castle ist nationales Denkmal und wird von der staatlichen Denkmalschutzbehörde Historic Scotland verwaltet. 2019 wurde Stirling Castle von rund 610.000 Personen besucht. 2024 betrug die Besucherzahl etwa 595.000 Personen.
Das Schloss spielte aufgrund seiner strategisch günstigen Lage am Fluss Forth eine wichtige Rolle in der Geschichte Schottlands und wurde mindestens sechzehnmal belagert oder angegriffen. In unmittelbarer Nähe fanden drei Schlachten statt, eine vierte wenige Kilometer weiter nördlich. Von etwa 1100 bis 1685 war Stirling Castle eine der Hauptresidenzen der schottischen Könige, danach bis 1964 Hauptquartier des Regiments Argyll and Sutherland Highlanders.
Die meisten Gebäude von Stirling Castle stammen aus der Zeit zwischen 1496 und 1583, als das Schloss unter den schottischen Königen Jakob IV., Jakob V. und Jakob VI. sowie unter der Witwe des Königs Jakob V., Marie de Guise, markant ausgebaut wurde. Einige Gebäudeteile aus dem 14. Jahrhundert sind erhalten geblieben, während die Befestigungsanlagen teilweise aus dem frühen 18. Jahrhundert stammen.

## Geschichte

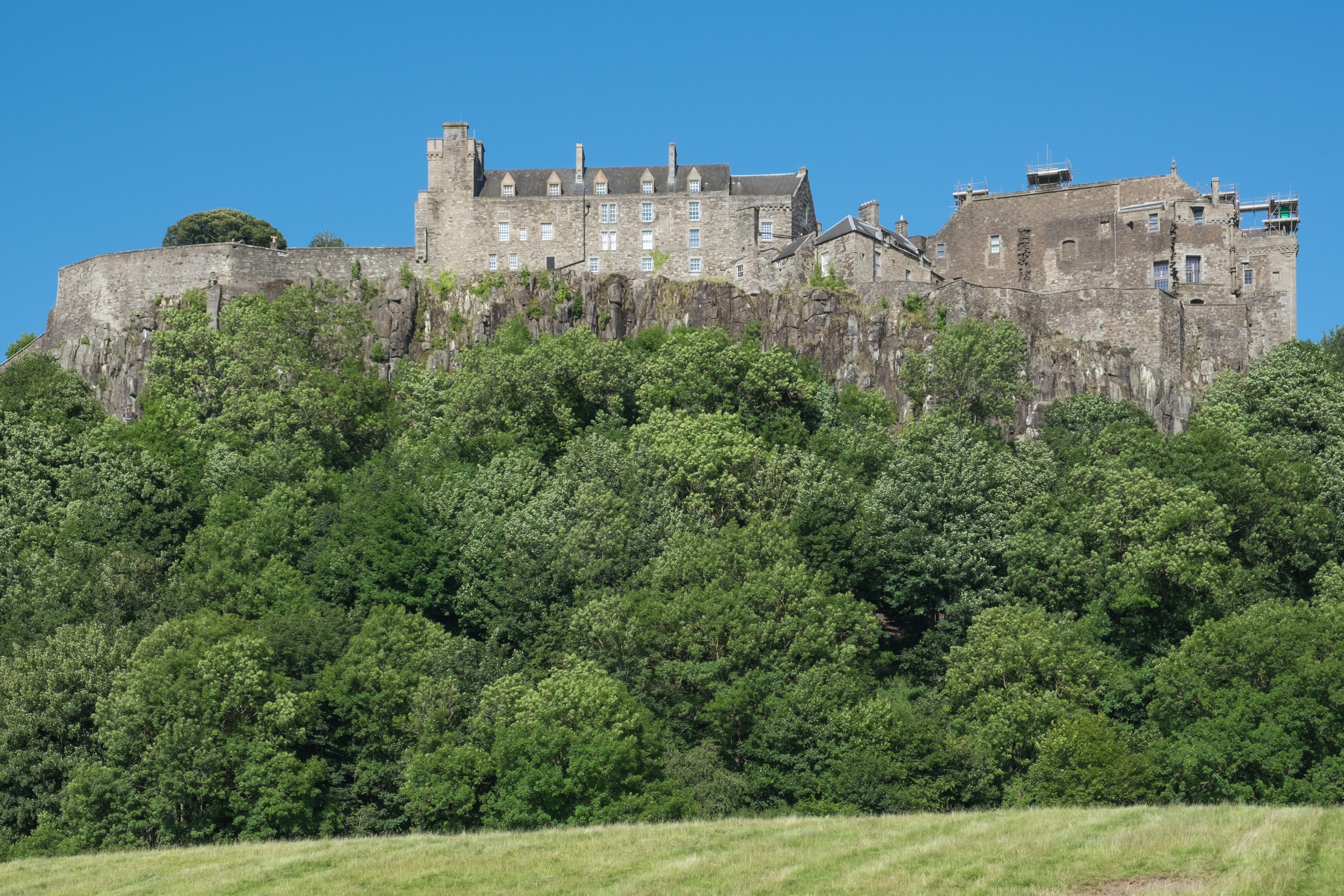
Stirling Castle 2017

Es kann nicht mit Sicherheit gesagt werden, ob auf dem hoch aufragenden Felsen, von dem aus der gesamte zentrale Teil Schottlands zu kontrollieren war, bereits die Pikten oder gar die Römer Befestigungen errichtet haben. Die erste gesicherte Erkenntnis ist die Stiftung einer Schlosskapelle im Jahr 1110 durch König Alexander I.
Als Gegenleistung für die Freilassung von Wilhelm I. besetzten die Engländer im Jahr 1174 erstmals die Burg, gaben diese jedoch 1189 wieder zurück. Um 1280 fanden umfangreiche Baumaßnahmen statt, wovon jedoch nichts erhalten blieb. Während der englische König Eduard I. über die Nachfolge des verwaisten schottischen Thrones entschied, gelangte Stirling Castle 1291 erneut unter englische Kontrolle. Am 11. September 1297 siegten die von William Wallace angeführten Schotten in der Schlacht von Stirling Bridge und eroberten auch die in unmittelbarer Nähe stehende Burg zurück. Nach der Schlacht von Falkirk ging die Burg zwar wieder an die Engländer verloren, doch konnte Robert the Bruce sie 1299 nach einer Belagerung erneut einnehmen.
Sechs Jahre später war Stirling Castle die letzte von den schottischen Rebellen gehaltene Burg. Ab April 1304 wurde sie von den Engländern belagert. Mit insgesamt zwölf Belagerungsgeräten (darunter wahrscheinlich ein „Warwolf“ genanntes Trebuchet) bombardierten sie unaufhörlich die Burg mit Bleikugeln, griechischem Feuer, Steinbrocken und sogar mit einer Art Schießpulvermischung. Schließlich ergab sich die aus dreißig Mann bestehende schottische Garnison nach beinahe vier Monaten.
Zehn Jahre später wendete sich das Kriegsglück. Die Schotten unter Edward Bruce belagerten nun die Burg. Nachdem sein Bruder Robert am 24. Juni 1314 die Engländer in der Schlacht von Bannockburn vernichtend geschlagen hatte, konnte auch das nahe gelegene Stirling Castle eingenommen werden. Nach ihrem Sieg in der Schlacht bei Halidon Hill nahmen die Engländer im Jahr 1333 die Burg erneut ein. Nach einer gescheiterten Belagerung im Jahr 1337 konnte der zukünftige König Robert II. die Burg 1343 für Schottland zurückerobern. Am 22. Februar 1452 erstach Jakob II. auf Stirling Castle den 8. Earl of Douglas.
Am 11. Juni 1488 fand in nur gerade drei Kilometern Entfernung die Schlacht bei Sauchieburn zwischen Königstruppen und Aufständischen statt, bei der König Jakob III. getötet wurde. Sein Nachfolger Jakob IV. begann 1496 mit der markanten Erweiterung der Burg, die bis 1583 in ein repräsentatives Schloss umgewandelt wurde. Am 9. September 1543 erfolgte hier die Krönung Maria Stuarts. Ein Angriff ihrer Anhänger auf das Schloss wurde 1571 abgewehrt. Am 17. April 1584 besetzten aufständische Lords das Schloss, gaben jedoch zwei Wochen später auf.

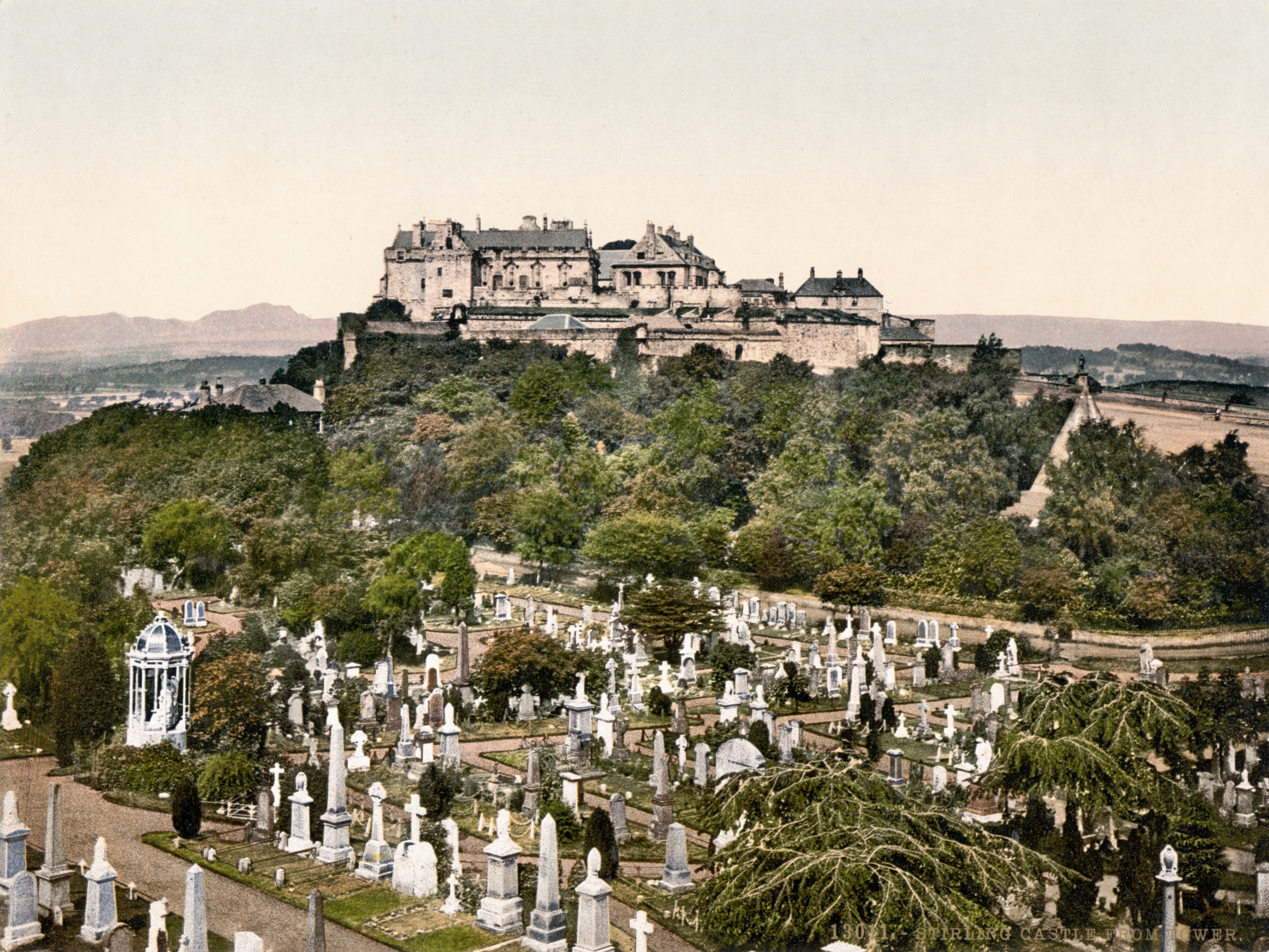
Stirling Castle gegen Ende des 19. Jahrhunderts

Am 3. August 1650 begannen die Truppen von Oliver Cromwell mit der Belagerung des Schlosses und eroberten es am 14. August, wobei die Anlage stark beschädigt wurde. Am 30. März 1685 verlor Stirling Castle seinen Status als königliche Residenz und wurde zu einem Militärstützpunkt. Zwischen 1711 und 1714 erfolgten umfangreiche Ausbauten der Verteidigungsanlagen. Am 13. November 1715 wurden die Jakobiten in der Schlacht von Sheriffmuir besiegt, wenige Kilometer nördlich von Stirling. Die Rebellenarmee von Bonnie Prince Charlie eroberte zwar am 6. Januar 1746 die Stadt, hatte aber der Artillerie des Schlosses nichts entgegenzusetzen.
Während der Koalitionskriege mit Frankreich zu Beginn des 19. Jahrhunderts wurde ein großer Teil der Anlage in eine Kaserne umgewandelt, um die schottischen Soldaten auszubilden, die später auf dem europäischen Festland kämpfen würden. Im September 1906 äußerte König Eduard VII. öffentlich sein Missfallen über die Zweckentfremdung des historisch bedeutenden Schlosses; von da an forderten Denkmalschutzkreise die Zurückversetzung in den ursprünglichen Zustand. Schließlich verließ das Militär im Jahr 1964 endgültig Stirling Castle. Seither wurden zahlreiche Gebäude restauriert und zum Teil auch rekonstruiert, so dass sich das Schloss heute wie gegen Ende des 16. Jahrhunderts präsentiert.

## Architektur und Lage

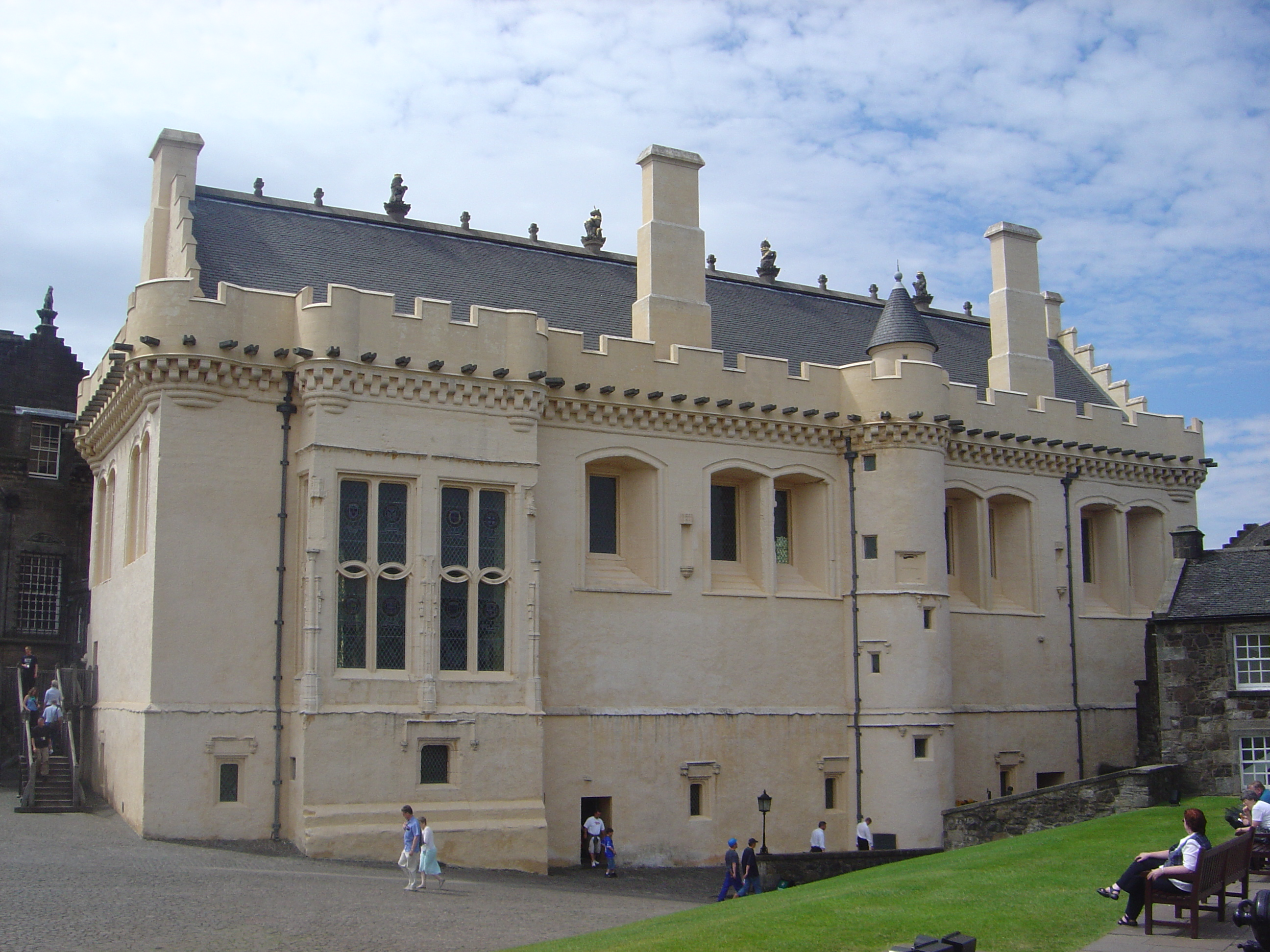
Die Große Halle

Da auf drei Seiten des Schlosshügels steile Felsklippen abfallen, ist das Schloss nur vom Süden her erreichbar und dort deshalb besonders gut befestigt. Das Torhaus, durch das man in den unteren Innenhof (Guardroom Square) gelangt, bildete ursprünglich einen Teil einer „Vorderfront“, die zwischen 1501 und 1506 erbaut wurde und sich über die gesamte Breite des Felsens erstreckte. An beiden Enden befanden sich massive rechteckige Blockhäuser. In der Mitte bewachten vier runde Türme mit kegelförmigen Dächern den einzigen Durchgang. Doch als die Anlage errichtet wurde, war sie wegen der aufkommenden Artillerie bereits wieder veraltet. 1559 bzw. 1711–1714 erfolgten umfangreiche Umbauten wie die Errichtung einer Kasematte, um Kanonen aufstellen zu können. Es existieren noch das südliche Blockhaus (der mit dem später erbauten Palast verbundene Princes Tower), die angrenzende Umfassungsmauer, der Durchgang mit dem unteren Teil der inneren Türme sowie kleinere Überreste der äußeren Türme und des nördlichen Blockhauses.
Durch einen weiteren Durchgang gelangt man in den mittleren Innenhof (Outer Close). Auf der linken Seite befinden sich einige Dienstgebäude wie das Haus des Festungskommandanten (erbaut 1790). Der ehemalige Küchentrakt wurde 1689 eingeebnet und durch eine Batterie ersetzt, um die relativ schwache Ostseite mit Kanonen verteidigen zu können. Der untere Teil des Küchentrakts wurde 1921 teilweise rekonstruiert. Das Tor auf der Nordseite stammt zum Teil noch aus dem Jahr 1380 und ist damit der älteste erhalten gebliebene Teil des Schlosses; das Gebäude darüber diente lange Zeit als Münzprägestätte.
Auf der rechten Seite des mittleren Innenhofs befinden sich die zwei bedeutendsten Gebäude des Schlosses, die Große Halle (Great Hall) und der königliche Palast. Die zwischen 1501 und 1504 im Renaissance-Stil erbaute Große Halle ist 38,1 Meter lang und 14,3 Meter breit. Sie wurde wahrscheinlich von König Jakob IV. persönlich entworfen. Etwa ein Jahrhundert lang fanden hier die wichtigsten gesellschaftlichen Anlässe des schottischen Königshauses statt, oft auch Sitzungen des schottischen Parlaments. Nachdem Jakob VI. König von England geworden und nach London umgezogen war, diente die Große Halle als Pferdestall und Abstellplatz für Kutschen. Während des 18. Jahrhunderts wurde die Halle in mehrere Stockwerke und Räume unterteilt, um dort Truppenunterkünfte zu schaffen. Nachdem das Militär 1964 das Schloss verlassen hatte, wurde die Große Halle wieder in den ursprünglichen Zustand zurückversetzt.

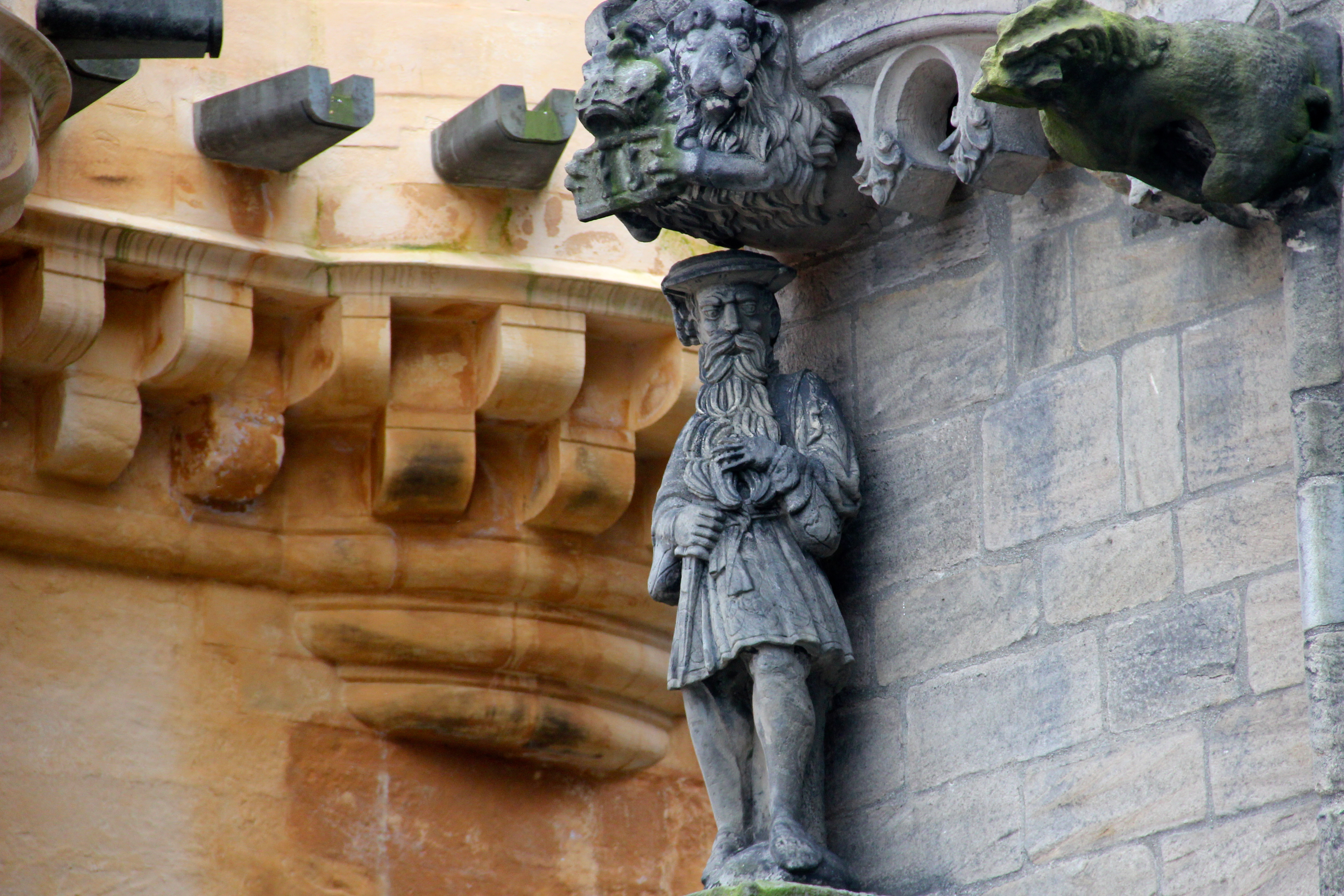
Statue von Jakob V. von Schottland an der östlichen Ecke des königlichen Palasts

Der königliche Palast wurde zwischen 1537 und 1543 erbaut und ist eine Kombination aus Renaissance und Spätgotik. Das Gebäude ist viereckig und besitzt einen kleinen Innenhof, die „Löwenhöhle“ (Lion's Den). Der Nordtrakt ist der Bereich des Königs, der Südtrakt der Bereich der Königin. Beide sind ähnlich aufgebaut: Von der Wachkammer gelangt man zuerst in den Audienzsaal und schließlich in die Privatgemächer. Während die drei Fassaden auf der Innenseite kunstvoll verziert sind, macht die dem Felsen zugewandte Westfassade einen schäbigen und rohen Eindruck, da sie nach dem Tod Jakobs V. nie vollendet wurde. Die Decken der königlichen Audienzsäle waren einst mit kreisförmigen Porträts geschmückt, den „Stirling Heads“. Diese wurden jedoch 1777 entfernt und in das Smith Institute in Stirling bzw. in das National Museum of Antiquities in Edinburgh überführt.

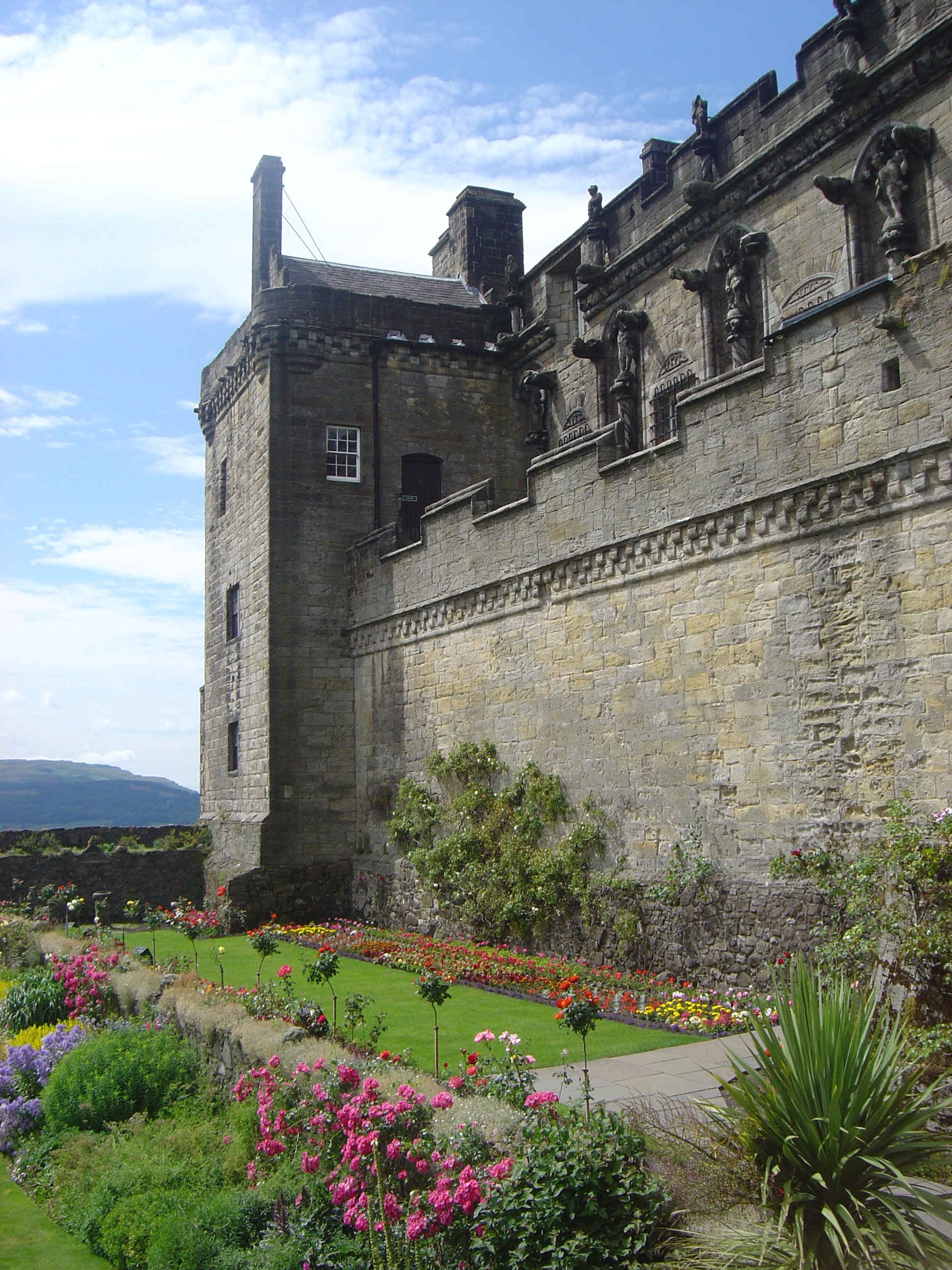
Schlossgärten, Südseite des Königspalastes

Zwischen der Großen Halle und dem Königspalast gelangt man durch einen Durchgang in den oberen Innenhof (Inner Close). Dieser wird flankiert vom alten Königspalast (King's Old Building) an der Westseite und der Schlosskapelle (Chapel Royal) an der Nordseite. Der alte Königspalast wurde 1496 an der höchsten Stelle des Schlosshügels, unmittelbar am Felsen, errichtet und ersetzte einen Vorgängerbau. Er diente jedoch nur bis etwa 1543 als Hauptresidenz, als der neue Königspalast fertiggestellt wurde. Danach diente das Gebäude vor allem als Truppenunterkunft. Der Nordteil wurde 1855 durch ein Feuer stark beschädigt und danach wiederaufgebaut. Heute ist in dem Gebäude das Museum des Argyll and Sutherland Highlanders-Regiments untergebracht.
Die Existenz einer Schlosskapelle ist seit dem Jahr 1110 bezeugt. Nachdem bereits 1412 eine neue Kapelle errichtet worden war, wurde diese 1594 wieder abgerissen und durch den noch heute bestehenden rechteckigen Neubau ersetzt. 1633 wurde die Kapelle durch den Künstler Valentine Jenkins reich dekoriert. Um 1900 diente die Kapelle als Truppenkantine, Trainingsraum und Lager. Um 1930 begann eine umfassende Restaurierung, die bis 1996 dauerte.
Durch das Nordtor und über eine Treppe kann der tiefer liegende nördliche Teil des Hügels (Nether Bailey) erreicht werden. 1810 wurden hier drei Pulvermagazine und ein Wächterhaus errichtet, 1860 folgte ein viertes Magazin. Den Abschluss des gesamten Komplexes bildet die nördliche Außenmauer.
Der Exerzierplatz am Fuße des Schlosshügels ist oft Schauplatz von Openair-Konzerten bekannter Musiker, darunter R.E.M., Bob Dylan, Wet Wet Wet, und Runrig. Hier wird jeweils die offizielle Silvesterfeier der Stadt durchgeführt.